# Yorktown (New York)
Yorktown ist eine US-amerikanische Kleinstadt (Town) im Westchester County des Bundesstaats New York mit einer Einwohnerzahl von 36.081 (Stand: 2010). Sie bildet eine Vorstadt von New York City. Innerhalb von Yorktown befindet sich auch das Village Yorktown Heights.

## Geografie
Die nördliche Grenze der Stadt bildet Putnam Valley im Putnam County. Die östliche Grenze bildet Somers. Die südliche Grenze bildet New Castle. Die westliche Grenze ist Cortlandt.

## Geschichte
Yorktown hat ein reiches historisches Erbe. Ursprünglich wurde es von einer oder mehreren Gruppen des Wappinger-Volkes bewohnt, darunter die Kitchawank. Der größte Teil von Yorktown war Teil des Manor of Cortlandt, einem königlichen Gut, das von König Wilhelm III. für die Familie Van Cortlandt gegründet wurde.
Der Croton River, der durch den südlichen Teil von Yorktown fließt, wurde vom Wasserversorgungssystem der Stadt New York aufgestaut, um die Stadt mit ihrer ersten großen Quelle für sauberes und zuverlässiges Wasser zu versorgen. Der erste Croton-Damm befand sich in Yorktown und brach 1842, was zu erheblichen Sachschäden und großen Verlusten an Menschenleben führte.
Während der Amerikanischen Revolution gab es in Yorktown nur wenige Gefechte. Gegen Ende des Krieges wurde die Pines Bridge, die den Croton River überquert, vom 1. Rhode Island Regiment bewacht, das sich aus weißen, afroamerikanischen und indianischen Soldaten zusammensetzte. Mehrere der Soldaten wurden getötet, darunter der Kommandeur des Regiments, Colonel Christopher Greene, am 14. Mai 1781 in der Schlacht an der Pines Bridge in Croton Heights. Ein Denkmal wurde in der Presbyterianischen Kirche in Crompond, New York, errichtet. Major John André, ein britischer Offizier, der mit Benedict Arnold kommunizierte, aß sein letztes Frühstück im Underhill House in der 370 Underhill Avenue an der Hanover Street, kurz bevor er gefangen genommen und schließlich als Spion gehängt wurde.
Im Jahr 1788 wurde das Township offiziell als Yorktown als Gemeinde gegründet, zum Gedenken an den Sieg im Amerikanischen Unabhängigkeitskriegs bei der Belagerung von Yorktown durch die Franzosen am 19. Oktober 1781 in der Nähe von Yorktown in Virginia.

## Demografie
Nach der Volkszählung von 2010 leben in Yorktown 36.081 Menschen. Die Bevölkerung teilt sich 2017 auf in 81,7 % nicht-hispanische Weiße, 2,8 % Afroamerikaner, 0,1 % amerikanische Ureinwohner, 4,7 % Asiaten, 0,2 % Sonstige und 1,1 % mit zwei oder mehr Ethnizitäten. Hispanics oder Latinos machten 9,4 % der Bevölkerung aus. Das mittlere Haushaltseinkommen lag bei 119.407 US-Dollar und die Armutsquote bei 2,7 %.

## Forschung
In Yorktown befindet sich der Hauptstandort des Thomas J. Watson Research Center. 

## Söhne und Töchter
- Bartow White (1776–1862), Arzt und Politiker
- Elise L’Esperance (1878–1959), Medizinerin
- Rebekah Mercer (* 1973), Lobbyistin